# Ivan Xmeliov
Ivan Serguéievitx Xmeliov (rus: Иван Сергеевич Шмелёв (Moscou, Imperi Rus; 21 de setembre (3 d'octubre del calendari julià) de 1873 - Monestir de Notre-Dame-de-Toute-Protection, Yonne, França; 24 de juny de 1950), fou un escriptor rus adscrit al corrent realista de la literatura russa.

## Biografia
Ivan Xmeliov neix al si d'una pròspera família dedicada al comerç de la fusta, caracteritzada per hàbits de caràcter patriarcal i una estricta atmosfera religiosa. És el quart fill de cinc germans. El seu pare mor quan Ivan té tot just 7 anys.
Després de graduar-se a l'escola secundària, estudia per treballar com a inspector d'impostos de província a la facultat d'estudis jurídics de la Universitat de Moscou de 1894 el 1898. A la tardor de 1895 realitza un viatge al monestir de Valaam a prop del llac Làdoga. Com a conseqüència d'aquest viatge, Xmeliov escriu les seves impressions en el seu primer llibre Als turons de Valaam (Valaam és una illa al mig del llac Làdoga), publicat a Moscou en 1897. Després de completar els seus estudis universitaris, realitza el servei militar durant l'any 1898. Serveix com a oficial durant vuit anys a les províncies de Moscou i Vladímir d'on, en viure la vida del camp, treu els seus prototips d'herois de moltes de les seves narracions i històries.
El 1911, Xmeliov escriu una de les seves obres més significatives - El cambrer - que rep un èxit inusitat.
El 1912, Xmeliov organitza la Casa Editorial d'Escriptors de Moscou («Книгоиздательство писателей в Москве»), la qual publicava obres d'escriptors com Ivan Bunin, Borís Zàitsev, entre d'altres escriptors del seu temps, així com la seva pròpia obra. Les seves obres a partir d'aquest període són significatives a causa de la riquesa de llenguatge popular, en particular en l'ús de la tècnica skaz, en la qual el narrador està en el mateix nivell dels personatges principals de la història, conegut també com a monòleg narratiu.
Tot i que abraça amb entusiasme la Revolució de Febrer de 1917, un viatge a Sibèria el fa experimentar els efectes de la Revolució d'Octubre i les seves conseqüències en l'església i en les tradicions. El 1920, Serguei, el seu únic fill, que va servir a l'exèrcit blanc del general Wrangel, és arrestat i afusellat sense cort marcial, un fet que influeix en l'ànim de Xhmeliov. Poc després Ivan Bunin li suggereix d'emigrar. A finals del 1922, després d'una breu estada a Moscou, Xmeliov se'n va a Berlín, i després a París, on obre el capítol de la seva vida a l'exili. Aquí escriu pamflets en contra del govern bolxevic, entre els quals destaquen El sol dels morts (1923), Edat de pedra (1924), i Sobre els troncs (1925). El sol dels morts és una crònica dels efectes més foscos de la Revolució d'Octubre, dels quals l'autor en va ser testimoni i víctima. La seva creació se centra en recol·leccions sobre el passat. Durant el seu exili escriu més de 20 llibres. A partir d'1939, Ivan Xmeliov va mantenir una nodrida correspondència amb Olga Bredius-Subbótina (1904-1959), que hauria de ser l'últim i més important amor de la seva vida. En les cartes s'evidencia el seu amor entremesclat amb memòries i pensaments sobre Rússia, la religió ortodoxa, i fragments de futures obres literàries. El 24 de juny de 1950, Xmeliov mor d'una aturada cardíaca prop de París i és sebollit al parisenc cementiri rus de Sainte-Geneviève-des-Bois. No és sinó fins a l'any 2000 que per iniciativa de la comunitat russa, i amb l'ajut del govern rus, les seves restes són repatriades a Moscou i sebollides finalment a la necròpolis de Monestir de Donskoi.

## Obra literària
Pertany a l'última generació d'escriptors russos promoguts i protegits per Maksim Gorki. Descriu principalment la vida del poble baix, camperol o urbà. Coneix a fons la vida trista i dolorosa d'aquells als quals Dostoievski anomena "els oprimits i ofesos". Els grans mestres de la novel·la realista inspiren les seves obres; es manté allunyat del modernisme i del futurisme literari fomentat durant un temps pel govern soviètic.

## Obres
- Als penya-segats de Valaam  (На скалах Валаама [Na skàlakh Valaama], 1897)
- Assumpte urgent (По спешному делу [Po spéixnomu delu], 1906)
- Històries d'un Vàkhmistr (Вахмистр [Vakhmistr] o Wachtmeister (grau militar), 1906)
- Desintegració (Распад [Raspad], 1906)
- Ivan Kuzmitx (Иван Кузьмич [Ivan Kuzmitx], 1907)
- El ciutadà d'Ukleikin (Гражданин Уклейкин [Grajdanín Ukleikin], 1907)
- Al cau (В норе [V Nore], 1909)
- Sota el cel (Под небом [Pod nébom], 1910)
- Melassa (Патока [Patoka], 1911)
- L'home del restaurant (Человек из ресторана [Txelovek iz restorana], 1911), El 1927, Iàkov Protazànov va filmar una pel·lícula homònima basada en aquesta novel·la curta que va protagonitzar Mikhaïl Txékhov.
- La copa inesgotable  (Неупиваемая чаша [Neupiváiemaia txaixa], 1918)
- Carrusel (Карусель [Karusel], 1916)
- Dies difícils  (Суровые дни [Suróvie dni], 1917)
- Cara oculta  (Лик скрытый [Lik skriti], 1917)
- Miracle a l'estepa, faula (Степное чудо, сказки [Stepnoe txudo, skazki], 1921)
- El sol dels morts (Солнце мёртвых [Solntse miórtvikh], 1923).
- Com volàvem (Как мы летали [Kak mi letali], 1923)
- Edat de pedra  (Каменный век [Kamenni vek], 1924)
- Sobre les soques (На пеньках [Na penkakh], 1925)
- Sobre una dona gran (Про одну старуху [Pro odnú starukhu], 1925)
- Arribada a París (Въезд в Париж [Viezd v Parij], 1925)
- La llum de la raó (Свет разума [Svet ràzuma], 1926)
- Història d'amor (История любовная [Istória liubóvnaia], 1927)
- Soldats (Солдаты [Soldati], 1930)
- Pelegrinatge (Богомолье [Bogomolie], 1931)
- Anno Domini (Лето Господне [Leto Gospodne], 1933-1948)
- L'antic Valaam  (Старый Валаам [Stary Valaam], 1935)
- Nadiu  (Родное [Rodnóie], 1935)
- Guarderia de Moscou  (Няня из Москвы [Niania iz Moskvi], 1936)
- Nadal a Moscou, Història d'un home de negocis  (Рождество в Москве, Рассказ делового человека [Rojdestvó v Moskvé, Rasskaz delovogo txelovekakvé], 1942-1945)
- Camins celestials (Пути небесные [puti nebésnie], 1948)